# 热带稃背虫
热带稃背虫（学名：Paleanotus debilis）为金扇虫科稃背虫属的动物。分布于地中海、红海、印度洋、大西洋以及中国南海等海域。